# Lysilla bilobata
Lysilla bilobata är en ringmaskart som beskrevs av Anne D. Hutchings och Glasby 1986. Lysilla bilobata ingår i släktet Lysilla och familjen Terebellidae. Inga underarter finns listade i Catalogue of Life.